# 韮山市
韮山市（にらやまし）という自治体名は実際にはありません。
韮山駅、韮山反射炉のある静岡県の地名だとしたら、
もしかして
- 伊豆の国市

ではありませんか？
- 2005年に静岡県韮山町と伊豆長岡町、大仁町が合併し伊豆の国市が発足。韮山市だった期間は存在しない。